# Archeraphidia yakowlewi
Archeraphidia yakowlewi là một loài côn trùng trong họ Alloraphidiidae thuộc bộ Raphidioptera. Loài này được Ponomarenko miêu tả năm 1988.